# 保険市場
保険市場（ほけんいちば）は、株式会社アドバンスクリエイトが展開する店舗及び同社が運営する情報メディアサイトの統一ブランド。
また、株式会社保険市場は、大阪府大阪市中央区に本社を置く企業で、株式会社アドバンスクリエイトの完全子会社である。同社は広告代理店事業及び「保険市場」の商標等の管理を行っている。
本稿では両者を統合的に扱う。 

## 沿革
- 1999年 - 保険市場の名称でホームページをリニューアル
- 2003年 - 保険市場を総合保険比較サイトとしてリニューアルオープン
- 2004年 - 保険ショップ「保険市場」を出店
- 2004年 - 株式会社保険市場設立（バリュークリエイション株式会社との共同出資）
- 2008年 - 「保険市場」を商標登録
- 2013年 - パラパラ漫画「約束」（作：鉄拳）をYouTubeにて配信開始

## 店舗
詳細は「公式サイトの企業情報」を参照
かつてはショッピングモールなどを中心に197店舗、43都道府県へ出店していたが、2009年から保険ショップ戦略を転換。個室などを配した落ち着いた環境で相談のできる空間を大都市圏の主要駅近くのランドマークビルの空中階などのテナントに集約。各拠点は「○○（地名）コンサルティングプラザ」と称している。